# Anders Fredrik Beckman
Anders Fredrik Beckman, född 23 oktober 1812 i Hjälstads församling, Skaraborgs län, död 24 september 1894 i Skånings-Åsaka församling, Skaraborgs län, var en svensk teolog och biskop.

## Biografi
Beckman blev 1830 student vid Uppsala universitet, 1836 filosofie magister och 1837 docent i teoretisk filosofi. 1841 tog han teologie kandidatexamen och lät prästviga sig samt överflyttades till den teologiska fakulteten som docent i dogmatik och moralteologi. Mot slutet av 1841 utnämndes han till lektor i filosofi och 1842 till samma befattning i teologi vid gymnasiet i Skara. 1847 blev han adjunkt i teologi vid Uppsala universitet och fick strax därpå prosttitel.
Sedan Beckman under flera terminer haft förordnande att förestå professuren i pastoralteologi och 1850 blivit teologie licentiat, utnämndes han 1851 till professor i dogmatik och moralteologi. 1853–1862 var han ledamot av bibelkommissionen och deltog 1862 i upprättandet av Fjellstedtska skolan i Uppsala. 1860 blev han teologie doktor, 1863 förste teologie professor och domprost samt 1865 biskop i Härnösands stift. I denna egenskap höll han två prästmöten (1867 och 1872) samt visiterade största delen av det vidsträckta stiftets församlingar. 1875 utnämndes han till biskop i Skara, där han höll tre prästmöten (1878, 1883 och 1889). Vid 1865-1866 års riksdag var Beckman självskriven ledamot av prästståndet och understödde då med värme förslaget till ny riksdagsordning. 1867-1872 var han representant för Västernorrlands län i första kammaren och satt under alla dessa riksdagar i lagutskottet; 1868 hade han dessutom plats i kammarens tillfälliga utskott för behandling av läroverksfrågor. 1870 medverkade han till genomförande av den grundlagsförändring, varigenom utvidgade medborgerliga rättigheter bereddes för främmande trosbekännare. Han bevistade såsom självskriven ledamot kyrkomötena 1868, 1873, 1878, 1883 och 1888 samt början av 1893 års kyrkomöte, som han måste lämna på grund av sjukdom.
Tillsammans med Lars Anton Anjou utgav Beckman 1849–1851 Tidskrift för svenska kyrkan och skrev däri flera uppsatser, bland annat en om Statskyrka och prästerskap, som väckte en mera ovanlig uppmärksamhet då den uppfattades som en protest mot den högkyrklighet, som framträtt på andra håll, särskilt i den teologiska fakulteten vid Lunds universitet. Dessa åsikter uttalade han ännu bestämdare i tidningen Väktaren (1856) genom Anmärkningar vid Svensk kyrkotidnings lära om kyrkan, en artikel som samma år publicerades separat. Åren 1861–1867 utgav Beckman Theologisk tidskrift (sedermera fortsatt av andra) och författade för denna flera värdefulla artiklar, bland annat Nya testamentets lära om Kristi gudom, som tillika utgör en granskning av Viktor Rydbergs arbete Bibelns lära om Kristus och åtföljes av ett bihang om Renans Jesu levnad (1862 och 1863; särskilt utgiven sistnämnda år), Melanchthons verksamhet såsom vetenskapsman och särdeles såsom theolog (1863), en mot Christopher Jacob Boströms Anmärkningar om helvetesläran riktad uppsats Om den eviga osaligheten (1864), Om vilodagen (1865), Är Kristus i sin föruttillvaro idealmänniskan och icke Gud? (1865), Om betydelsen av Kristi försoning. Anmärkningar, föranledda av Paul Petter Waldenströms skrift om försoningens betydelse (1874) med flera. I två av de program Beckman utfärdade såsom Uppsala universitets rektor offentliggjorde han avhandlingarna Om grunderna för den heliga skrifts kanoniska anseende (1859) samt Om landsförvisning såsom påföljd för affall från vår evangeliska lära (1859). För övrigt utgav han flera akademiska avhandlingar (på latin), rektorsprogram, predikningar, tal samt större och mindre uppsatser i åtskilliga tidskrifter och tidningar.
Han var far till publicisten och riksdagsmannen Ernst Beckman och systerson till Lars Johan Warodell.